# Volga Nizjni Novgorod
Volga Nizjni Novgorod (Russisch: Футбольный Клуб Волга Нижний Новгород, Foetbolni Kloeb Volga Nizjni Novgorod) was een Russische voetbalclub uit de stad Nizjni Novgorod. Op 15 juni 2016 werd de club opgeheven. De club heeft niets te maken met FK Volga Gorki, een club die bestond tussen 1963 en 1984 toen de stad Nizjni Novgorod nog Gorki heette.

## Geschiedenis
In 1998 werd Elektronika Nizjni Novgorod opgericht en in 2004 nam deze club de naam Volga Nizjni Novgorod aan. In 2008 werd de club kampioen van de tweede divisie (derde klasse) en promoveerde zo naar de eerste divisie. Stadsrivaal FK Nizjni Novgorod werd derde maar slaagde er ook in te promoveren zodat beide clubs opnieuw tegenover elkaar staan in 2009. In 2010 promoveerde de club naar de hoogste klasse. In 2012 ging de club samen met stadgenoot FK Nizjni Novgorod en ging onder de Volga naam verder.
Nadat de club verdween nam satellietclub Olimpijets, dat een jaar eerder opgericht werd, de plaats in van Volga als eerste club van de stad. 

## Bekende spelers
- Ilja Abajev
- Roeslan Adzjindzjal
- Dmitri Boelykin
- Romeo Castelen
- Marc Crosas
- Gogita Gogoea
- Vagif Javadov
- Andrej Jesjtsjenko
- Sergei Pareiko